# Бог празнина
Бог празнина је термин који се користи да се опише запажање са богословске тачке гледишта у којем се празнине у научним сазнањима третирају као доказ за постојање Бога. Термин су измислили хришћански теолози, не као дескриминацију теизама, већ како би истакли мане теолошких аргумената за постојање Бога. Неки користе израз за означавање заблуде типа аргумента из незнања, терет доказивања.

## Порекло термина
Појам, али не и прецизну формулацију, је измислио богослов Хенри Драмонд у 19. веку. Он је критиковао хришћане који указују на ствари које наука још увек не може да објасни - "празнине које они попуњавају Богом".
Верује се да је право значење термина Бог празнина измислио математичар Колсон у 20. веку. Колсон је био професор математике на Оксфордском универзитету, који се често појављивао у верским програмима Би-Би-Сија. Његова књига је добила националну пажњу и штампана је неколико пута, последњи пут 1971. године.
Термин је користио Ричард Буб у књизи 1971. и чланку 1978. године.Он износи да како су људи постепено повећавали своје разумевање природе, претходно "царство" Божије чинило све мањим. Буб је тврдио да је Дарвиново дело О пореклу врста "смртна пресуда" Бога празнина.

## Употреба као аргумент
Појам Бога празнина може да се односи на заблуду аргумента из незнања. Овај аргумент се своди на следећи облик:
- Постоји празнина у разумевању неких аспеката природног света.
- Дакле, разлог мора бити натприродно.

Један од примера овог аргумента користе креационисти како би попунили празнине биологије:
"Зато што данашња наука не може да објасни како је настао живот, мора да га је Бог створио."
Аргумент Бога празнина су обесхрабрени неки теолози који тврде да аргумент, по правилу, деградира Бога. Он Богу остаља оно што наука не разуме, што значи да како се научно сазнање повећава, утицај Бога се смањује.

## Критика
Термин је скован као критика људи који верују да Бог делује само у празнинама и који ограничавају активност Бога на те празнине. Такође је изнето да се гледиште Бога празнина заснива на претпоставци да било који догађај који се може објаснити науком аутоматски искључује Бога.
Аргумен Бога празнина је замишљен као критика слабе вере, а не као тведња против теизма или вере у Бога.
Многи теолози и научници верују да је логичка грешка засновати веру у Бога празнина научних сазнања. Ричард Докинс, атеиста, посвећује поглавље његове књиге Заблуда о Богу критици Бога празнина. 